# Amblyseius megaporos
Amblyseius megaporos är en spindeldjursart som beskrevs av De Leon 1961. Amblyseius megaporos ingår i släktet Amblyseius och familjen Phytoseiidae. Inga underarter finns listade i Catalogue of Life.